# عبد الوهاب قطران
عبد الوهاب قطران، هو قاضي وناشط سياسي يمني. انضم لحركة أنصار الله الحوثيين في أحداث 2011 في اليمن والمسماة ب«ثورة الشباب اليمنية» ضد نظام الرئيس الأسبق علي عبد الله صالح، غير أنه سرعان ما انشق عن الجماعة واستمر في التعبير عبر وسائل التواصل الاجتماعي عن آرائه وكتاباته المعارضة للحركة التي اتهمها بقمع حرية التعبير وبفشلها في إدارة الدولة وعدم صرف مرتبات موظفي الحكومة في المناطق الخاضعة لسيطرتها.

## اعتقاله والتهم الموجهة له
- يوم الثلاثاء 2 يناير 2024 اعتقلته مجموعة من عناصر جهاز الأمن والمخابرات من منزله في العاصمة صنعاء واقتادته إلى جهة مجهولة رغم تمتعه بالحصانة القضائية التي يتمتع بها عضو السلطة القضائية. وقد وُصِفت عملية الاعتقال بالتعسفية، حيث قامت مدرعة ومركبتين عسكريتين وجنوداً ملثمين بتطويق المنزل ومن ثم قيام عناصر يرتدون زيًا عسكرياً وآخرون بلباس مدني بكسر باب المنزل واقتحامه واعتقاله من منزله وتقييد أيادي عدد من أفراد أسرته وتقييد حرياتهم لساعات والعبث بالممتلكات ومصادرة بعضها. وقد سبقت عملية الاعتقال بأيام قليلة، توجيه قيادات وعناصر تابعة لحركة أنصار الله الحوثيون اتهامات خطيرة لقطران عبر منصات التواصل الاجتماعي والتحريض عليه وتهديده بالقتل في حال استمراره في التعبير عن آرائه المعارضة للحركة.[4]
- تعرض بعد اعتقاله للإخفاء القسري لمدة 3 أيام ومن وُضع في حبس انفرادي وحرمانه من حقه في الاستعانة بمحام.[5]
- إثر عملية الاعتقال روج مسلحون حوثيون تهمة صناعة الخمور وشربها من قبل القاضي قطران مشيرين إلى صور قناني فارغة لمشروبات كحولية ادعى المسلحون العثور عليها داخل المنزل خلال عملية الاعتقال.[6] وقد قوبلت هذه التهمة بالاستهجان والاستغراب من قبل ناشطين صحفيين ومنظمات حقوقية محلية ودولية حيث اشترط الحوثيين على قطران التعهد خطياً بالتوقف عن الكتابة مقابل إطلاق سراحه، فيما أن التهمة الموجهة إليه بداية كانت "شرب الخمر"، في حين يعلم الجميع ان السبب الحقيقي لاعتقاله هو مطالبته للجماعة بصرف الرواتب في المناطق الخاضعة لسيطرتها.[4][7][8][9]
- يوم الإثنين 8 يناير 2024 أصدرت رابطة أمهات المختطفين بيان نددت فيه باستمرار اختطاف القاضي قطران ودعت المجتمع الدولي للضغط على جماعة الحوثي للكف عن هذه الممارسات والاحتجاز غير القانوني له والعمل لضمان إطلاق سراحه وعودته لعائلته بأمان وسلامة وكذلك كل المختطفين.[10]
- بدأ القاضي قطران إضراباً مفتوحاً عن الطعام داخل سجن المخابرات في صنعاء منذ يوم الأربعاء 10 أبريل 2024 (أول أيام عيد الفطر المبارك)، بعد مرور 100 يوم على اعتقاله، واحتجاجاً على عدم إطلاق سراحه رغم صدور توجيهات قانونية، وعدم السماح لأي جهة وحتى لأسرته بزيارته وتدهور حالته الصحية.[11]
- يوم الخميس 2 مايو 2024 أعلنت جماعة الحوثي وبشكل مفاجئ انها أحبطت محاولة انقلابية عليها في صنعاء، متهمة القاضي قطران بالتخطيط للمحاولة الانقلابية، رغم أنه لا يزال معتقلاً في سجونها. وقد تسببت هذه التهمة بحالة غضب واستخفاف بالغ لدى الشارع اليمني واعتبرها ناشطون سياسيون وحقوقيون بأنها من التهم الملفقة لمعارضي الجماعة للتخلص منهم.[12][13]